# 阿列克谢·索罗金
阿列克谢·伊万诺维奇·索罗金（俄语：Алексей Иванович Сорокин，1922年3月28日—2020年3月4日），苏联军事领导人，陆海军总政治部原第一副主任，海军元帅。

## 生平
1922年生于下诺夫哥罗德省基里尔洛夫卡村。1941年9月，参加红军。1943年，加入联共（布）。1943年夏赴苏德战争前线战斗，任步兵第270师第977团迫击炮连连长。战后曾任高射炮兵团政委助理。1948年至1952年，在列宁军事政治学院深造。1952年至1964年，在太平洋舰队任职，主管多艘驱逐舰的思想政治工作。1958年至1960年，任苏维埃港海军基地政治部主任。1964年至1968年，任滨海边疆区射手海军基地政治部主任。1967年，晋升海军少将。1968年至1972年，任海军政治部副主任兼宣传鼓动部部长。1972年至1974年，任海军政治部第一副主任。1974年5月至1976年9月，任北方舰队政治部主任兼军事委员会委员。1975年，晋升海军中将。1976年9月至1980年1月，任陆海军总政治部副主任兼宣传鼓动部部长。1979年，晋升海军上将。1980年1月至1981年10月，任海军政治部主任兼海军军事委员会委员。1981年10月至1989年，任陆海军总政治部第一副主任。1984年至1989年，苏联第十一届最高苏维埃代表。1986年至1990年，苏共中央候补委员。1988年，晋升海军元帅。1989年至1991年，苏联人民代表。1992年，退役。1999年，任独联体国家退伍军人组织协调委员会主席。2008年，任俄罗斯联邦国防部总监察部监察长。
2013年7月，索罗金是俄罗斯“庆祝卫国战争胜利70周年”组委会34名成员之一，排在国家总统、总理之后，位列第三。
2020年3月4日逝世，终年97岁。葬于联邦军人纪念公墓。

## 家庭
- 父亲：伊万·德米特里耶维奇（1890年－1933年）
- 母亲：亚历山德拉·阿列克谢耶夫娜（1893年－？）
- 儿子：维克托·阿列克谢耶维奇
- 女儿：奥莉加·阿列克谢耶夫娜（1953年－）